# 임선홍
임선홍(1979년 5월 18일 ~ )은 대한민국의 전 가수다. 1997년도 미스코리아 미에 선발되었으며 2000년부터 2001년까지 샤크라의 멤버로 활동했으며 활동할 당시 이니라는 예명으로 활동했다. 2009년 10월 11일 재미교포 사업가와 결혼하였다.

## 같이 보기
- 미스코리아
- 미스코리아 서울